# Nogent
Nogent – miejscowość i gmina we Francji, w regionie Grand Est, w departamencie Górna Marna.
Według danych na rok 1990 gminę zamieszkiwały 4754 osoby, a gęstość zaludnienia wynosiła 87 osób/km².